# ريتشارد كاتس (محامي)
ريتشارد كاتس (بالإنجليزية: Richard Cutts)‏ هو محامي أمريكي، ولد في 28 يونيو 1771 في ساكو في الولايات المتحدة، وتوفي في 7 أبريل 1845 في واشنطن العاصمة في الولايات المتحدة.